# Arthraxon typicus
Arthraxon typicus là một loài thực vật có hoa trong họ Hòa thảo. Loài này được (Buse) Koord. mô tả khoa học đầu tiên năm 1911.